# آرمان‌شهر (فیلم ۲۰۰۳)
آرمان‌شهر (اسپانیایی: Utopía‎) یک فیلم کمدی پُرحادثه اسپانیایی به کارگردانی ماریا ریپول است که در سال ۲۰۰۳ منتشر شد.

## بازیگران
- لئوناردو اسباراگلیا
- نایوا نیمری
- چکی کاریو
- اِما بیلاراسائو
- فله مارتینس
- اِکتور آلتریو
- خوان کارلوس بئیدو
- فرانسزگ اوریا